# オリヅルラン
オリヅルラン（学：Chlorophytum comosum）は、キジカクシ科クロロフィツム属（オリヅルラン属）に含まれる一部植物の総称。分類体系によっては、リュウゼツラン科、ユリ科に分類される事もある。日本では観葉植物として多く親しまれる。ランと名前がついているが、ラン科ではなく、リュウゼツランやヤブラン、マオランと同じくキジカクシ科に分類される。

## 特徴
中部、西部～南部アフリカやインドの主に熱帯地方が原産の多年草。単子葉類特有の細い葉を持ち、斑入りの個体が多く流通する。斑は中側に入る種と外側に入る種がある。成長期にはランナーを盛んに出し、先端に子株（ラメット）を形成する。また、花も咲くこともあり、花期は春～秋頃である。ただし、短日性の為、適切な処理と温度があれば花は周年見ることが可能である。耐寒性に乏しく霜にあたったり低温環境にあたると葉が凍傷で傷んでひどい場合は枯れてしまう。ただし再生力自体は高いので、地中の太い根が生きている場合は暖かくなってくると新芽が出る場合がある。白くとても丈夫な太い根を持ち、根に養水分を多く貯蔵することが可能である。一方で成長が早いため、根詰まりし易く、根詰まりが原因で葉先が茶色く枯れてしまうことが多い。また、大きく放射状に葉が広がる為、葉先が擦れたり、水切れで葉先が褐変したりと何かと葉先が傷んでしまうことが多く、美しい姿を保ったままの栽培はやや難しい。本属の最も特徴的な点は空気清浄能力が高い点である。1984年にNASAが行った実験では、空気中のホルムアルデヒド、キシレン、トルエンを葉に吸着する能力が高く、室内の空気清浄効果が高いことが分かった。3月4日、3月11日、7月11日、9月16日の誕生花で、花言葉には「祝賀」「集う幸福」「子孫繁栄」「守り抜く愛」がある。

## 栽培方法
原則は温室や室内で栽培するのが主流である。環境については、本種は明るい日陰を好むので、直射日光が長時間当たるような場所には置かないようにする。これは葉焼けの原因になる。成長期は主に春～秋で植え替えもこの時期に行う。水はけのよい土壌を好むので、鉢底石やヤシがらを底に敷いて栽培してもよい。ハンギングバスケットや吊り鉢で栽培する場合も原則同じである。成長期にはランナー（匍匐枝）を盛んに出す。繁殖方法は無性生殖がいずれも中心で、先端の子株がある程度成長した状態切り離すと新たな個体を得る事が出来る。また、植え替え時に株分けして繁殖も可能。実生も可能だが、植物全般の斑は突然変異で発生しているため、実生の個体が必ず斑入りにはならない。葉先が傷むことが多いので、傷んだ部分は清潔なハサミなどで切り取ってしまうとよい。病害虫には、室内で育てる個体にはコバエ（特にキノコバエ）湧きやすく、屋外で育てる場合にはカイガラムシ、アブラムシがいる。褐斑病が発生しやすく、葉に赤い斑点が発生する場合がある。専用の殺菌剤の塗布で予防、症状の抑制が可能。

## 名称について

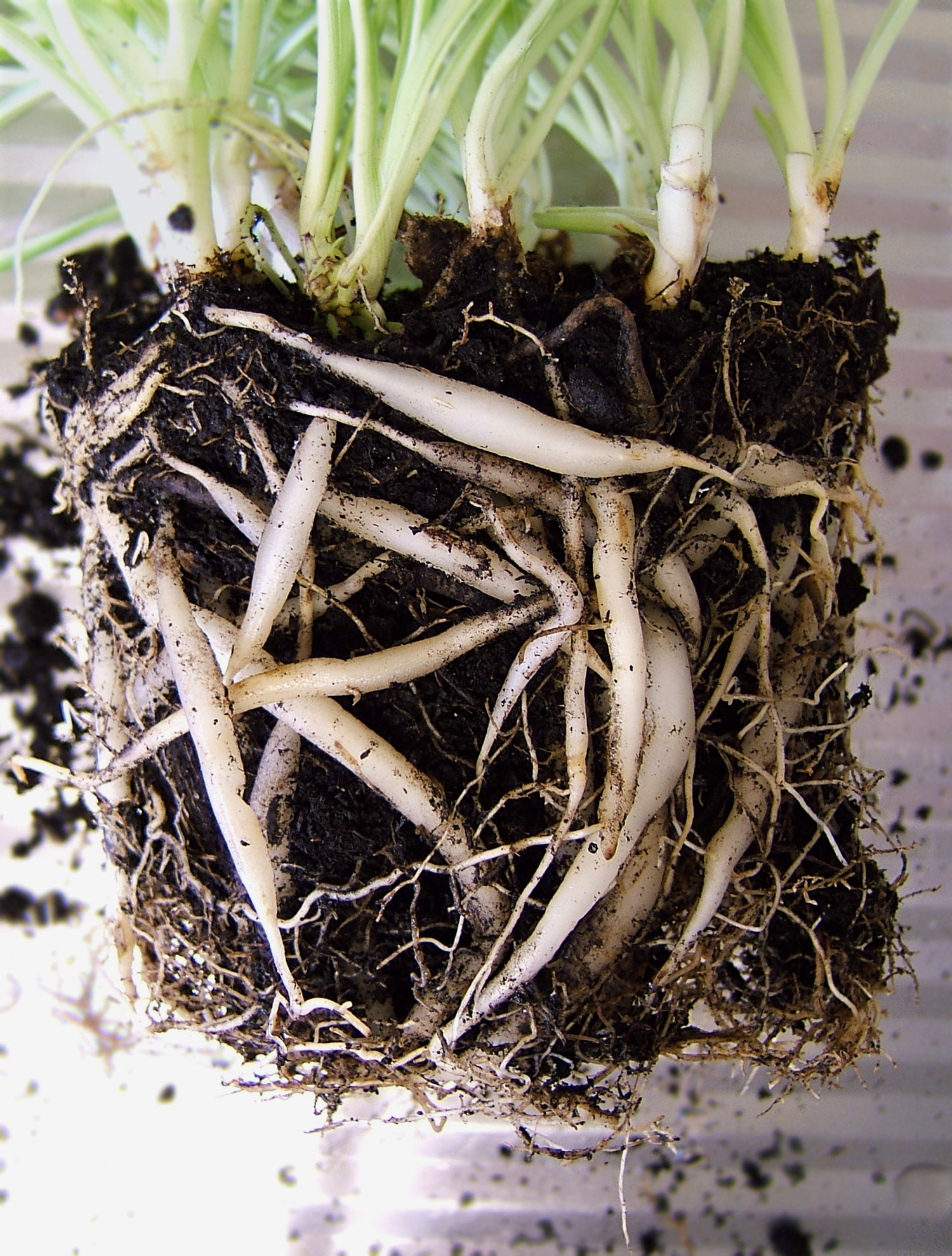
根。非常に太い。

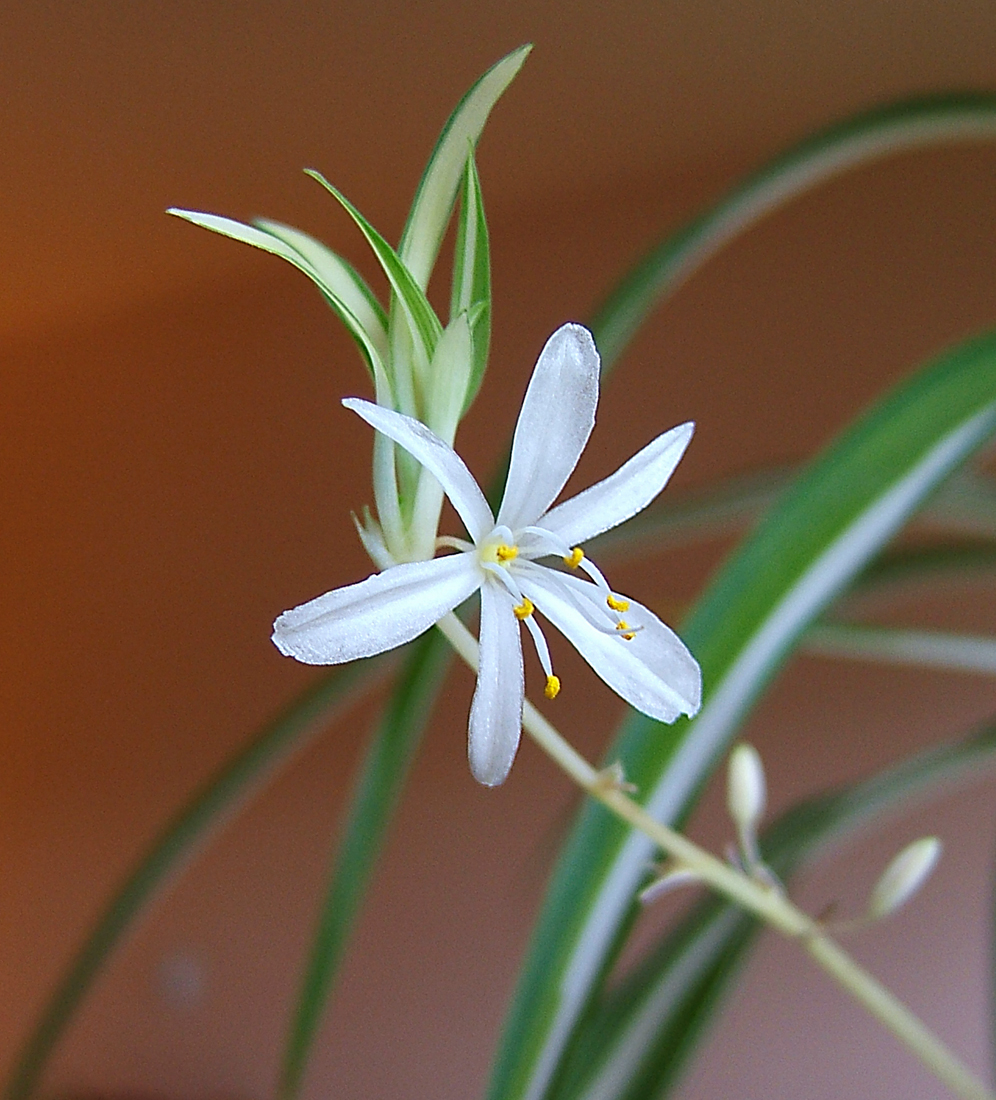
花

属名Chlorophytumの由来は黄緑色を意味するCholorosと植物を意味するPhytonの合成語である。英名のSpider plantの由来は、密集したランナーが蜘蛛の巣を髣髴とさせるためである。和名は、ランナーの先端についている子株が、羽を広げた折り鶴のように見える事にちなんでいる。尚、オリズルランという表記があるが、和名の由来的に表記として正しいのはオリヅルラン（折り鶴蘭）である。

## 主な種
主に斑入りの品種が流通、栽培される。中斑の種と外斑の種に分けられる。
- ソトフオリヅルラン

　（Chlorophytum comosum ‘Variegatum’）
葉に白い覆輪斑が入るグループで、ランナーの色は緑色で、葉は固くU字状になって細い。葉はあまり放射状にはならず、花付きもやや少ない。若葉の覆輪斑は黄緑色になることがある。
- ナカフヒロハオリヅルラン

　（Chlorophytum comosum ‘Picturatum’）
葉の葉脈部分に斑が入る品種で、ランナーの色はペールオレンジ～白色をしている。葉は放射状に根本から出る。大きい株は葉が立ち上がるように伸びるため、背丈が高くなる。
- ボニー

　（Chlorophytum comosum ‘Bonnie’）
葉はナカフヒロハオリヅルランと同様であるが、葉がカールして成長する。外斑の個体は確認されていない。
- シャルロット

　（Chlorophytum sp. ‘Charlotte’）
交配元が不明の品種。葉は薄く濃緑色地に淡黄色の中斑が入る。
- シャムオリヅルラン

　（Chlorophytum laxum）
前述した3種のオリヅルランとは種が異なる。ランナーは出さずに花茎のみを中心部から立ち上げまばらな花序をつける。また、葉の長さも短く、葉柄が目立つ。
- クロロフィツム・カペンセ

　（Chlorophytum capense）
南アフリカ原産の種である。日本では流通量は少なくほとんど知られていない。ランナーはあまり出さない。